# Matthias Blübaum
Matthias Blübaum (* 18. April 1997 in Lemgo) ist ein deutscher Schachspieler. Seit 2015 trägt er den Titel Großmeister. Blübaum ist der Schacheuropameister von 2022 und 2025.

## Karriere
Bekannt wurde Blübaum mit zwölf Jahren, als er Teil der sogenannten Prinzengruppe von vier Jungen wurde, die von Bundesnachwuchstrainer Bernd Vökler betreut wurde. Die „Prinzen“ sollten dank der Förderung und Gruppendynamik innerhalb weniger Jahre zu „Königen“ werden, zu Großmeistern.
Bei der deutschen Jugendmeisterschaft 2011 belegte Matthias Blübaum in der Altersklasse U18 den 3. Platz mit 7 Punkten aus 9 Partien und musste sich aufgrund von Feinwertungen den Höherplatzierten geschlagen geben. Am 24. Juni 2012 gewann er die Nordrhein-Westfälische Schnellschachmeisterschaft mit 2 Punkten Vorsprung. Er wurde vom deutschen Schachbund in der Saison 2011/2012 zum Jugendspieler des Jahres in der Altersklasse U14 gewählt.
2012 wurde Blübaum zum Internationalen Meister ernannt, die erforderlichen Normen erfüllte er im April 2011 beim Neckar-Open in Deizisau, im Juli 2011 beim Helmut-Kohls-Turnier der Dortmunder Schachtage und im März 2012 bei der deutschen Einzelmeisterschaft in Osterburg. 2015 folgte die Ernennung zum Großmeister, er hatte zu diesem Zeitpunkt bereits vier Normen erfüllt, nämlich in den Saisons 2012/13 und 2013/14 der 1. Bundesliga, im Oktober 2014 bei der Offenen Internationalen Bayerischen Meisterschaft in Bad Wiessee sowie im November 2014 bei der deutschen Einzelmeisterschaft in Verden.
Bei der U20-Weltmeisterschaft 2015 belegte er den 3. Platz. Ende März 2016 gewann er das erste Grenke Chess Open in Karlsruhe. Er nahm an den Schacholympiaden 2016 und 2018 sowie der Mannschaftseuropameisterschaft 2019 teil.
Beim Schach-Weltpokal 2017 in Tiflis konnte er in der ersten Runde Sandro Mareco aus Argentinien besiegen. In der zweiten Runde musste er sich Wesley So erst im Tiebreak geschlagen geben. Im August 2020 gewann Blübaum in Magdeburg die deutsche Blitzschachmeisterschaft.
Außerdem gewann Blübaum beim Schachgipfel in Magdeburg das German Masters 2020, ein Rundenturnier mit den stärksten deutschen Schachspielern, vor Liviu-Dieter Nisipeanu und Niclas Huschenbeth. 2021 kämpfte er mit Alexander Donchenko um den Status als Deutschlands Nummer eins.
Im April 2022 wurde er in der slowenischen Gemeinde Brežice mit 8,5 Punkten aus 11 Partien Schacheuropameister nach Feinwertung vor dem punktgleichen Gabriel Sarkissjan. Bei der Schach-Europameisterschaft 2025 konnte Blübaum in Eforie Nord den Europameistertitel erneut gewinnen. Mit 8,5 von 11 möglichen Punkten und einer Turnierleistung von 2762 landete er knapp vor Frederik Svane, der als Vize-Europameister ebenfalls 8,5 Punkte holte, aber eine schlechtere Tie-Break-Wertung hatte. Blübaum ist damit der erste Spieler in der Geschichte der Schacheuropameisterschaft, der das Turnier zweimal gewinnen konnte.
Blübaum gehörte im Jahr 2017 zu den fünf besten Juniorenspielern. Den Sprung in die Top 100 der FIDE-Weltrangliste schaffte er erstmals im Februar 2020; seit September desselben Jahres ist er dort längerfristig vertreten. Im Februar 2020 bekleidete Blübaum zudem erstmals die Spitzenposition unter den deutschen Schachspielern.
Seit 2025 streamt Blübaum auf Twitch unter dem Namen „KeinSehrStarkerSpieler“. Der Name geht auf eine Aussage von Arkadij Naiditsch zurück, der in einem Stream 2021 sagte: „Blübaum ist natürlich kein sehr starker Spieler“.
| Die zur Anzeige dieser Grafik verwendete Erweiterung wurde dauerhaft deaktiviert. Wir arbeiten aktuell daran, diese und weitere betroffene Grafiken auf ein neues Format umzustellen. (Mehr dazu) |

## Mannschaftsschach
Matthias Blübaum nahm mit der deutschen Nationalmannschaft an den Mitropacups 2011, 2012, 2013 und 2015 teil. 2011 gewann er mit der Mannschaft und erreichte das beste Ergebnis am vierten Brett, 2013 belegte er mit der Mannschaft den zweiten, 2015 den dritten Platz.
Bei der Europameisterschaft gehörte er 2017 erstmals zum deutschen Team.
Vereinsschach spielte er bis 2011 für den SV Königsspringer Lemgo, in der Saison 2011/12 für den SC Hansa Dortmund in der 1. Bundesliga und NRW-Klasse; von 2012 bis 2017 gehörte er der Bundesligamannschaft von Werder Bremen an. Zur Spielzeit 2017/18 wechselte er zu den Schachfreunden Deizisau. Er spielte außerdem von 2015 bis 2017 in der niederländischen Meesterklasse für den Groninger Verein SISSA und in der französischen Top 12 2016 und 2018 für Mulhouse Philidor. In der österreichischen Bundesliga spielt Blübaum seit 2017 für den SK Sparkasse Jenbach, mit dem er 2018 und 2020 österreichischer Mannschaftsmeister wurde, in der polnischen Ekstraliga spielt er seit 2019 für KSz STILON Gorzów Wielkopolski.

## Privates
Sein Vater ist Karl-Ernst Blübaum (Elo 2281). Seine älteren Schwestern Bettina und Johanna spielen ebenfalls Schach, unter anderem spielte Bettina in der Frauenbundesligamannschaft des Hamburger SK, während Johanna in ihrer Jugend bei den deutschen Mädchenmeisterschaften oft in der Spitzengruppe landete.
2022 schloss Blübaum sein Mathematik-Studium ab.